# Enallagma annexum
Enallagma annexum là một loài chuồn chuồn kim trong họ Coenagrionidae.
Enallagma annexum is in 1861 voor het eerst wetenschappelijk beschreven door Hagen.

## Hình ảnh

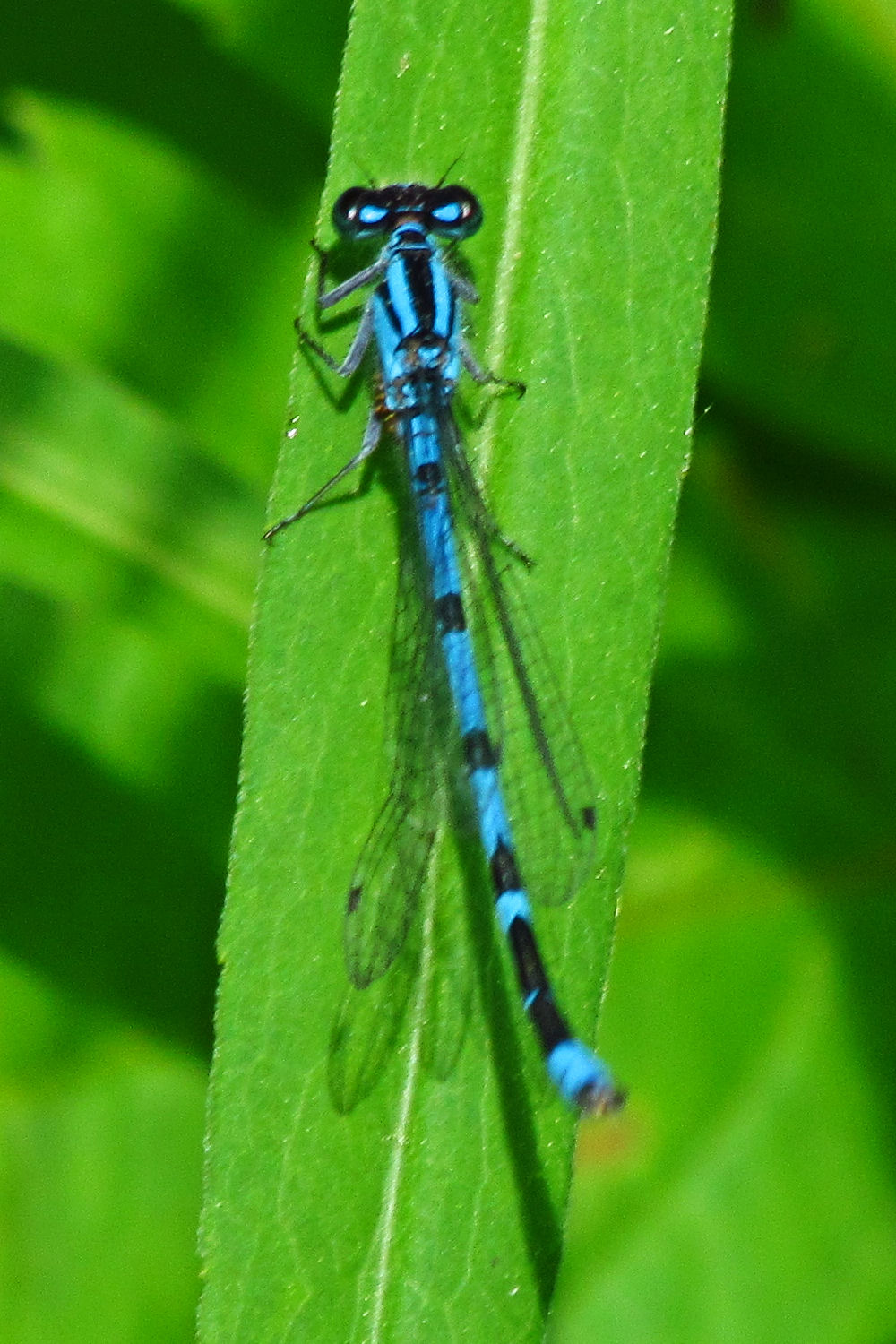